# ایستگاه کاماکورا
ایستگاه کاماکورا (به ژاپنی: 鎌倉駅 Kamakura-eki) یک ایستگاه وابسته به خط یوکوسوکا واقع در کاماکورا، کاناگاوا در ژاپن است.